# Hygrophila episcopalis
Hygrophila episcopalis är en akantusväxtart som först beskrevs av Raymond Benoist, och fick sitt nu gällande namn av Raymond Benoist. Hygrophila episcopalis ingår i släktet Hygrophila och familjen akantusväxter. Inga underarter finns listade i Catalogue of Life.